# Nothing to Lose (álbum de Eddie Money)
Nothing to Lose es el séptimo álbum de estudio del músico estadounidense Eddie Money, publicado el 4 de octubre de 1988 por Columbia Records. Incluye el Top 10 "Walk on Water", además de los sencillos "The Love in Your Eyes" y "Let Me In".

## Lista de canciones
1. "Walk on Water" (Jesse Harms) - 4:43
2. "Magic" (Harms, Eddie Money, Richie Zito) - 4:41
3. "The Love in Your Eyes" (David Paul Bryant, Steve Dubin, Adrian Gurvitz) - 4:09
4. "Let Me In" (Paul Gordon, Dennis Matkosky) - 4:58
5. "Boardwalk Baby" (Diane Warren) - 5:08
6. "Forget About Love" (Todd Cerney, Money, Tom Whitlock, Zito) - 4:43
7. "Pull Together" (Dean Merino) - 4:46
8. "Far Cry from a Heartache" (Cerney, Money, Whitlock, Zito) - 4:40
9. "Bad Boy" (Greg Lowry, Money) - 3:26
10. "Dancing with Mr. Jitters" (Money, John Nelson) - 4:37

## Sencillos
- "Walk on Water" (1988) #9 EE. UU.
- "The Love in Your Eyes" (1989) #24 EE.UU.
- "Let Me In" (1989) #60 EE.UU.